# 德马罗·黑尔

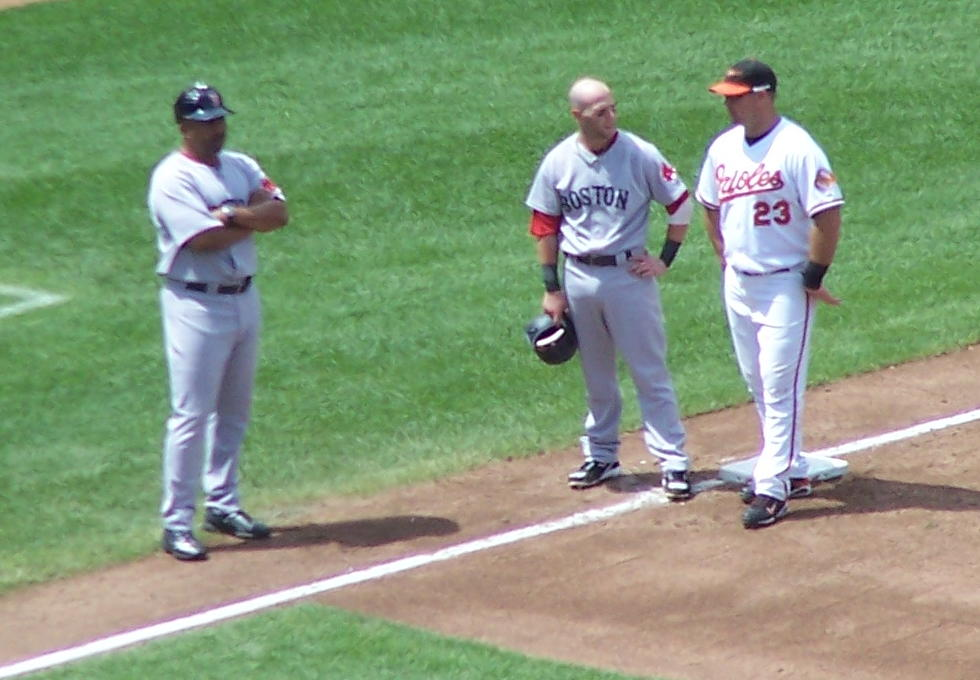
黑爾（左）、達斯汀·佩德羅亞和泰·威金頓

德馬羅·黑爾（DeMarlo Hale，1961年7月16日—）出生於美國伊利諾伊州芝加哥，是美國職棒大聯盟多倫多藍鳥的教練。
黑爾畢業於芝加哥職業學院，大學期間除了打棒球外，他還是籃球隊的組織後衛。
黑爾曾是一名美國職棒小聯盟球員，1984年至1988年期間在波士頓紅襪和奧克蘭運動家球團效力過四個賽季。
退役之後他到佛羅里達州博卡拉頓巴基·登特的棒球學校工作。1992年他進入紅襪隊下屬2A的新不列巔石貓擔任教練。
1993年黑爾開始他的總教練生涯。首先擔任紅襪1A的勞德戴爾堡紅襪的總教練，一年之後帶領薩拉索達紅襪進入佛州聯盟季後賽，1995年帶領西南密歇根魔鬼魚進入中西部聯盟季後賽，並被評選為年度最佳教練。隨後他回到薩拉索達紅襪隊執教。
1997年黑爾轉戰到2A的特倫頓轟雷，他還成為當年美國聯盟2A全明星隊的總教練。1999年他帶領轟雷隊取得92勝50敗的聯盟最佳戰績，被棒球美國、體育新聞和今日美國等媒體評為當年小聯盟年度最佳教練，並率領美國隊參加當年的全明星未來之星賽。
2000年至2001年期間，黑爾執教德州游騎兵3A的奧克拉荷馬紅鷹。
在9年的小聯盟總教練生涯中，黑爾一共取得634勝614敗的成績，勝率5成08。
2006年起黑爾取代代爾·斯威姆成為波士頓紅襪的三壘教練。2010年他轉任板凳教練。

## 外部鏈接
- 球員資訊和成績在The Baseball Cube（英文）
- Midwest League Guide （页面存档备份，存于）

| 體育角色             | 體育角色                          | 體育角色           |
| -------------------- | --------------------------------- | ------------------ |
| 前任： 代爾·斯威姆   | 波士頓紅襪三壘教練 2006年－2009年 | 繼任： 蒂姆·博加爾 |
| 前任： 布拉德·米爾斯 | 波士頓紅襪板凳教練 2010年－2011年 | 繼任： 蒂姆·博加爾 |
| 前任： 威利·藍道夫   | 巴爾的摩金鶯三壘教練 2012年       | 繼任： 巴比·狄克森 |
| 前任： 唐·若松       | 多倫多藍鳥板凳教練 2013年         | 繼任： 現任        |